# Nikolaj Pankratov
Nikolaj Vladimirovič Pankratov (in russo Николай Владимирович Панкратов?; Sverdlovsk, 23 dicembre 1982) è un ex fondista russo.

## Biografia
In Coppa del Mondo esordì il 4 gennaio 2003 a Kavgolovo (23°), ottenne il primo podio il 13 dicembre successivo a Davos (2°) e la prima vittoria il 6 marzo 2004 a Lahti.
In carriera prese parte a due edizioni dei Giochi olimpici invernali, Torino 2006 (18° nella 50 km) e Vancouver 2010 (32° nell'inseguimento, 8° nella staffetta), e a due dei Campionati mondiali, vincendo due medaglie.
Nel settembre 2010 fu fermato al confine tra Austria e Svizzera e trovato in possesso di fiale di un vasodilatatore e dell'attrezzatura necessaria per la sua infusione venosa, pratica illecita per le norme antidoping. L'11 gennaio successivo lo sciatore venne quindi squalificato per due anni dalla Federazione sciistica della Russa, che già in precedenza l'aveva escluso dalla nazionale a causa dei suoi valori ematici anomali. Scontata la squalifica, Pankratov non è più tornato alle gare.

## Palmarès

### Mondiali
- 2 medaglie:
  - 1 argento (staffetta a Sapporo 2007)
  - 1 bronzo (staffetta a Oberstdorf 2005)

### Coppa del Mondo
- Miglior piazzamento in classifica generale: 16º nel 2007
- 12 podi (3 individuali, 9 a squadre):
  - 3 vittorie (1 individuale, 2 a squadre)
  - 6 secondi posti (2 individuali, 4 a squadre)
  - 3 terzi posti (a squadre)

#### Coppa del Mondo - vittorie
| Data             | Località  | Nazione   | Spec.                                                              |
| ---------------- | --------- | --------- | ------------------------------------------------------------------ |
| 6 marzo 2004     | Lahti     | Finlandia | TS TC (con Vasilij Ročev)                                          |
| 17 dicembre 2006 | La Clusaz | Francia   | 4x10 km (con Vasilij Ročev, Aleksandr Legkov ed Evgenij Dement'ev) |
| 22 gennaio 2008  | Canmore   | Canada    | 30 km PU                                                           |

Legenda:

TC = tecnica classica

PU = inseguimento

TS = sprint a squadre

#### Coppa del Mondo - competizioni intermedie
- 1 podio di tappa:
  - 1 terzo posto